# Attica Correctional Facility
Attica Correctional Facility(nhà tù Attica) là nhà tù an ninh / supermax tối đa của Bang New York ở thị trấn Attica, New York, do Bộ Dịch vụ Cải tạo của Bang New York điều hành. Sau khi được xây dựng vào những năm 1930, nó đã giữ nhiều tội phạm nguy hiểm nhất của thời đại. Một hệ thống khí xả được lắp đặt trong khu vực lộn xộn và khu vực công nghiệp đã được sử dụng để dập tắt xung đột trong các khu vực này. Nhà tù hiện giữ nhiều tù nhân đang phục vụ nhiều loại câu khác nhau (ngắn hạn), và những người thường được đưa đến cơ sở vì các vấn đề kỷ luật khác Facilities.